# Weyib
Cet article concerne un cours d'eau. Pour le district éthiopien, voir Weyib (woreda). Pour l'entomologiste italien, voir Raffaello Gestro.
La Weyib ou Gestro (aussi appelée Web, Webi Gestro, Wabē Gestro) est une rivière de l'est de l'Éthiopie, dans le bassin versant du fleuve Jubba. 

## Géographie
Elle prend sa source dans le massif du Balé, à l'est de Goba, dans la région d'Oromia. Elle coule vers l'est, traversant le réseau souterrain des grottes de Sof Omar puis s'oriente vers le sud pour rejoindre la Ganale Dorya dans la région Somali.